# Claas Selbstfahrer
Der Selbstfahrer ist der erste selbstfahrende Mähdrescher von Claas; er wurde von 1952 bis 1963 insgesamt 19.465-mal gebaut. Ursprünglich hieß der Drescher Hercules; dieser Name war jedoch bereits belegt,  so dass er bereits 1953 in SF für Selbstfahrer umbenannt wurde. In zeitgenössischen Prospekten wurde er als Claas Selbstfahrer Type S.F.55 vermarktet. Entwickelt wurde der SF für den europäischen Markt und richtete sich an Lohnunternehmer und Großbetriebe. Ab 1961 wurde der Selbstfahrer vom Matador abgelöst.

## Technik
Der Selbstfahrer ist ein selbstfahrender Schüttlermähdrescher. Auf dem deutschen Markt wurde ein Schneidwerk mit 2600 mm Breite angeboten, auf ausländischen Märkten auch ein 3000 mm breites und ein 3600 mm breites Schneidwerk. Das Schneidwerk ist hydraulisch höhenverstellbar und hat eine ebenfalls hydraulisch höhenverstellbare Pickup-Haspel. Es ist für die Mahd von Lagerfrucht konzipiert. Auf dem Schneidbalken kann auch eine Pickupvorrichtung für den Schwadendrusch angebracht werden. Der SF kann außerdem für Standdrusch verwendet werden.
Die Dreschtrommel mit sechs Schlagleisten hat eine Breite von 1.250 mm und einen Durchmesser von 450 mm, ihre Drehzahl kann stufenlos hydraulisch zwischen 650 min−1 und 1.400 min−1 eingestellt werden. Der Dreschkorb ist mit einer sogenannten Momentverstellung ausgestattet, die den Abstand zwischen Dreschtrommel und Dreschkorb reguliert. Der Selbstfahrer hat vier Hordenschüttler mit einer Gesamtbreite von 1.250 mm und einer Gesamtlänge von 2.400 mm. Das Korn wird von 920 mm × 1070 mm großen Sieben zweifach gereinigt und über den Elevator auf das Dach zum Sortierzylinder befördert, wo es nach drei Güteklassen sortiert wird. Auf Wunsch waren auch Zusatzsiebe für besondere Fruchtarten erhältlich.
Standardmäßig wird das Korn mit einer Absackvorrichtung in Säcke abgefüllt, die entweder vom Selbstfahrer auf dem Feld abgesetzt oder über eine Rutsche in einen Anhänger übergeladen werden können. Auf dem Dach des Dreschers können 15 bis 20 Säcke zu 50 kg (0,75–1 t Korn) transportiert werden. Alternativ war statt der Absackvorrichtung ein Abtankrohr lieferbar, mit der das Korn, wie heute bei Mähdreschern üblich, während der Fahrt in einen Anhänger abgetankt werden kann. Auf Wunsch war der Selbstfahrer gegen Aufpreis auch mit einem Korntank lieferbar, der bis zu 1.100 kg Korn fasst. Die Stundenleistung soll bis zu 4.000 kg Korn betragen.
Das nach dem Drusch übrigbleibende Stroh wird von einer Strohpresse gepresst, auf Wunsch gab es den Drescher auch ohne Strohpresse.
Der Selbstfahrer hat ein Dreiganggetriebe mit separatem Rückwärtsgang, auf das die Antriebskraft vom Motor über eine Einscheibentrockenkupplung übertragen wird. Mit einem hydraulisch betätigten Keilriemenvariator lässt sich die Fahrgeschwindigkeit bei voller Motordrehzahl stufenlos zwischen 0 und etwa 19 km/h regeln. Nur die Vorderräder werden angetrieben; die Reifen aller Räder sind luftgefüllt. Der Motor ist standardmäßig ein luftgekühlter Sechszylinderottomotor, der 56 PS (ca. 41 kW) leistet; er ist auf dem Dach aufgebaut und dadurch außerhalb der Staubzone. Auf Wunsch war gegen Aufpreis auch ein luftgekühlter Vierzylinderdieselmotor verfügbar. Es wurden von Claas der Typ LD 40 mit 4,7 l Hubraum und unter anderem von Perkins der Typ 4.270 mit 4,4 l Hubraum verwendet. Die Leistung beider Motoren beträgt 60 PS (ca. 44 kW). Der SF hat serienmäßig zwei Arbeitsscheinwerfer.

## Quelle
- Claas-Selbstfahrer-Prospekt, 1955
- Claas Mähdrescher S.F., 1956